# Лист творчої молоді Дніпропетровська
Лист творчої молоді Дніпропетровська — звернення-протест патріотичних дніпропетровців до керівництва УРСР, викликаний погромницькою кампанією проти роману Олеся Гончара «Собор» та зросійщенням навчальних закладів Придніпров'я. Написаний у серпні 1968 року.
Авторів та розповсюджувачів листа у 1969 році переслідувало КДБ УРСР. Проти них порушили кримінальну справу за статтями 62 ч.1 КК УРСР — «антирадянська агітація і пропаганда» та 187-1 КК УРСР — розповсюдження антирадянських матеріалів. «Лист» дав поштовх зародженню дисидентського руху в Дніпропетровській області.

## Історія написання
Ідея написання колективного листа-протесту виникла після того, як партійна преса провела нищівну кампанію проти роману Олеся Гончара «Собор», опублікованого у № 1 журналу «Вітчизна» за 1968 р. Особливо активно критикували роман у Дніпропетровську, де перший секретар обкому КПУ Олексій Федосійович Ватченко впізнав себе в негативному герої Володці Лободі.
Роман, спрямований на захист національних духовних цінностей, проти русифікації українців та варварського нищення довкілля, здебільшого не читавши, обговорювали і одностайно засуджували трудові колективи — від доярок до академіків.
А ті, хто захищав роман та висловлював обурення проти цькування Олеся Гончара, були звільнені з роботи, вигнані з університетів та отримали партійні стягнення. Автори «Листа» — поет Іван Сокульський та журналіст Михайло Скорик — вирішили звернутися до ЦК КПУ, описавши ситуацію, що склалася на Дніпропетровщині у зв'язку з боротьбою проти "идейно порочного, антисоветского, националистического романа «Собор». Сам лист розповсюджувався як анонімний — за підписом «Лист творчої молоді м. Дніпропетровська».
Написаний у серпні 1968 р., документ адресувався голові Ради міністрів УРСР Володимиру Щербицькому, кандидатові в члени Політбюро ЦК КПУ Федору Овчаренку та секретареві Спілки письменників України Дмитру Павличку.
У тексті на 11 сторінках зазначено, що низка патріотичних громадян звинувачені в «українському буржуазному націоналізмі» і виключені з партії, комсомолу, звільнені з роботи за підтримку роману «Собор», наведено приклади нищення пам'яток української культури Придніпров'я та безкарного українофобства.
«Лист» був передрукований у ньюйоркському «Віснику», канадській газеті «Українські вісті», мюнхенському журналі «Сучасність», звучав по радіо «Свобода». Після оприлюднення за кордоном, авторами «Листа» зацікавилося КДБ УРСР.

## Переслідування КДБ
Поет Іван Сокульський як співавтор «Листа» і його розповсюджувач був заарештований УКДБ по Дніпропетровській області 14 червня 1969 р. Його звинуватили «за наклепи на радянську дійсність і розповсюдження в своєму оточенні іншої літератури аналогічного змісту». 27 січня 1970 засуджений Дніпропетровським обласним судом за ст. 62 ч. 1 КК УРСР («антирадянська агітація і пропаганда») на 4,5 р. з відбуванням покарання у виправно-трудовій колонії суворого режиму.
У цій же справі за ст. 187-1 КК УРСР, тобто за розмноження та розповсюдження антирадянської літератури, на 2,5 р. засуджений робітник Микола Кульчинський з відбуванням покарання у виправно-трудовій колонії загального режиму.
Асистент Дніпропетровського металургійного інституту Віктор Савченко покараний умовно за ст.187-1 КК УРСР двома роками з відтермінуванням на три роки.
Ще один співавтор листа — журналіст Михайло Скорик — затриманий як підозрюваний УКДБ по Дніпропетровській області 20 серпня 1969 року.
На суді Скорик визнав себе співавтором «Листа», що зазначено в судовому протоколі (том 8, а.с. 177), але за наявними у кримінальній справі матеріалами про «злочинну діяльність по виготовленню та розповсюдженню антирадянських документів», їх виділено в окреме провадження для подальшого розслідування слідчими УКДБ у Київській області за місцем проживання.
Про слухання цієї кримінальної справи в Дніпропетровському обласному суді повідомляли обласні партійні газети «Зоря» — стаття «Маска та обличчя наклепників» (№ 26 від 7 лютого 1970 р.), «Днепровская правда» — стаття «Отравленные перья» (№ 27 від 8 лютого 1970 р.), «Прапор юності» — стаття «Так, це — зрада» (№ 26 від 7 лютого 1970 р.).